# The Village Pet Store and Charcoal Grill
The Village Pet Store and Charcoal Grill é uma instalação de arte do britânico Banksy. Realizada na Greenwich Village em 2008, marcou a primeira exposição oficial do grafiteiro em Nova Iorque. A instalação assumiu a forma de uma loja de animais e teve como objetivo questionar "a relação com os animais, a ética e a sustentabilidade da agricultura industrial".
Banksy disse que "os nova-iorquinos não se importam com a arte, eles se preocupam com animais de estimação. Então, eu estou exibindo-os em vez disso." A instalação apresentava uma variedade de exibições bizarras, incluindo cachorros-quentes animatrônicos aparentemente realizando um ato sexual; nuggets de frango com pernas, mergulhando-se em molho; e um macaco robô usando fones de ouvido, assistindo TV em uma gaiola.